# Jennie Jacques
Jennie Jacques (28 de febrero de 1989) es una actriz británica. Su primer papel importante fue el de Annie Miller en Desperate Romantics (2009). Desde 2013 a 2014 tuvo el papel protagonista de WPC Gina Dawson en la serie WPC 56. Desde 2015 Jacques encarna al personaje de la reina sajona Judith en la serie Vikingos.

## Primeros años
Jacques nació en el Walgrave Hospital y creció entre Coventry, Leamington Spa y Warwick.

## Carrera
Jacques hizo el papel de Katie Fielding en la serie policiaca The Bill y de la modelo Annie Miller en Desperate Romantics (2009). Fue elegida para interpretar a Beth en el thriller Cherry Tree Lane y a Ree Ree in Shank. Jacques también ha aparecido en Casualty sonde hizo el papel se Lily Knowles, en el episodio "Nice and Easy Does It" lanzado el 7 de agosto de 2010.
En 2011, Jacques figuró en el video promocional de Mason, Boadicea. También apareció en la película Demons Never Die (2011), apareciendo desnuda en una escena de sexo junto a Robert Sheehan.
Jacques apareció en un episodio de Father Brown en 2013, y fue elegida como la protagonista de WPC 56.
Jacques hace el papel de Judith, la hija ficticia del rey Aelle, en la tercera, cuarta, y quinta temporadas de Vikingos.
En 2015, Jacques tuvo el papel de Tash en The Delivery Mam (2015), el cual tuvo seis episodios.

## Filmografía
| Año           | Serie                   | Papel            |
| ------------- | ----------------------- | ---------------- |
| 2009          | The Bill                | Katie Fielding   |
| 2009          | Desperate Romantics     | Annie Miller     |
| 2010          | Lark Rise to Candleford | Emily Mullins    |
| 2010          | Stanley Park            | Raggedy Ann      |
| 2010          | Casualty                | Lily Knowles     |
| 2012          | Love Life               | Tilly            |
| 2013          | Father Brown            | Violet Parnassus |
| 2013–2014     | WPC 56                  | WPC Gina Dawson  |
| 2015–presente | Vikingos                | Judith           |
| 2015          | The Delivery Man        | Tash             |

| Año  | Película         | Papel   |
| ---- | ---------------- | ------- |
| 2010 | Shank            | Ree Ree |
| 2010 | Cherry Tree Lane | Beth    |
| 2011 | Demons Never Die | Jasmine |
| 2011 | Truth or Dare    | Eleanor |